# Czuwajmy
Czuwajmy – harcerski kwartalnik duszpasterski, duszpasterstwa harcerek i harcerzy oraz Harcerskich Kręgów Kleryckich Związku Harcerstwa Rzeczypospolitej.

## Historia
W początkowym okresie pismo było wydawane przez Wydział Duszpasterski Kurii Metropolitalnej w Krakowie jako czasopismo niezależne, ideowe, będąc jednocześnie głosem środowisk związanych z Ruchem Harcerskim. Pomysł wydawania ogólnopolskiego czasopisma duszpasterskiego przedstawił prymasowi Józefowi Glempowi Przewodniczący Ruchu Harcerskiego hm. Jerzy Parzyński w sierpniu 1984 roku. W wyniku akceptacji tego projektu w kwietniu 1985 roku ukonstytuował się pierwszy niejawny zespół redakcyjny w Krakowie. W skład zespołu weszli: Tomasz Andrusikiewicz, Wojciech Hausner, Katarzyna Cyankiewicz, Bodan Żero i redaktor naczelny Jerzy Bukowski. Opiekunem pisma z ramienia Kurii został ks. phm. Ryszard Honkisz. Z czasem do zespołu redakcyjnego dołączali korespondenci z całego kraju. Numer "pierwszy" ukazał w czerwcu 1985 roku, bez podania numeru, miesiąca i roku wydania. Od wydania "pierwszego" numeru autorami pisma zajęła się Służba Bezpieczeństwa, której mimo prowadzonych przesłuchań nie udało się ustalić kierownictwa wydawnictwa, a także zablokować jego wydawania. Od 1990 roku pismo było wydawane jako Krajowe Duszpasterstwo Harcerek i Harcerzy, bez określonej przynależności do jakiejkolwiek organizacji harcerskiej. Z końcem 1994 roku pismo zawiesiło działalność. Wznowiło pracę 2004 roku jako kwartalnik Harcerskich Kręgów Kleryckich Związku Harcerstwa Rzeczypospolitej.

## Redaktorzy naczelni
- hm. Jerzy Bukowski (od 1985 do 1987)
- hm. Wojciech Hausner (od 1987 do 1994)
- hm. Andrzej Jaworski (od nr 89)

## Redaktorzy i ich pseudonimy
- Tomasz Andrusikiewicz – ps. Jakub Bończa, Michał Filipowicz,
- Jerzy Bukowski – ps. Stanisław Dębicki,
- Katarzyna Cyankiewicz – ps. Janina Derczyńska, Ewa Borkowska,
- Wojciech Hausner – ps. Jacek Gniewczyński
- Bogdan Żero – ps. Andrzej Zagórski

## Redaktorzy terenowi i ich pseudonimy
- Joanna Karp Gdańsk – ps. Maciej Sobecki
- Aleksander Kisil Wrocław – ps. Janusz Grubacz
- Jarosław Kurek Warszawa
- Mariola Łukaszewska Poznań
- Jerzy Mika Opole – Marek Duch
- Lucjan Muszyński Łódź
- Katarzyna Rauszer Katowice
- Anna Śnieżko Wrocław – ps. Emilia Czarny
- Adam Turula Katowice – ps. Aleksander Wesołowski

## Biblioteczka Czuwajmy
Wydała tylko jedną książkę:
- Paweł Wieczorek "Bitwa pod Zielonym Lasem", Kraków 1989.